# Cuil
Cuil (nome de origem irlandesa que quer dizer "conhecimento", pronuncia-se kul, igual a palavra inglesa "cool" que significa legal) foi um sistema de busca que foi lançado em 28 de julho de 2008. Os desenvolvedores do Cuil planejavam que seu sistema superasse os já existentes com resultados mais compreensíveis e relevantes. Para se diferenciar de seus concorrentes, o Cuil organizava as páginas web pelo seu conteúdo e exibia os resultados das buscas através de pequenas imagens.
A empresa dizia ter em cache um index de página muito maior que quaisquer outros sistemas de busca da internet, como o Google, com cerca de 120 bilhões de páginas web. O Cuil foi criado, e  era administrado, por antigos empregados da Google
Para monta-lo, a companhia arrecadara cerca de 33 milhões de dólares de Capital de risco através da Greylock e outros.
Assim como outros sistemas de busca, por sua política de privacidade, o Cuil não pretendia gravar a atividade de busca dos usuários ou endereços de IP anônimos.
Os fundadores do Cuil foram Anna Patterson, Russel Power e Louis Monier (antigos empregados da Google) e Tos Castello, que trabalhou para IBM e outros.

## Fechamento
A PC Magazine relatou que na manhã de 17 de Setembro de 2010 "os empregados foram avisados do fim do Cuil [...] e os servidores foram desligados cinco horas depois." Os empregados despedidos foram avisados que não seriam pagos.
O desligamento foi dito como vindo após um acordo de aquisição no começo da semana.

## Críticas
O lançamento de Cuil foi largamente noticiado pela mídia em todo mundo, porém teve muitas críticas negativas. Os problemas reportados eram  desde a lentidão nas respostas do servidor até resultados de buscas irrelevantes.
Uma companhia de comédia satirizara o Site, dizendo que o Cuil é o único sistema de busca que responde à grande demanda de uso na estreia não com uma queda no sistema, mas com resultados incompletos e algumas vezes irrelevantes.